# Цильке, Эрих
Эрих Цильке (нем. Erich Zielke; 10 ноября 1936 — 18 июня 2022) — восточно-германский дзюдоист, серебряный (1962) и бронзовый (1959) призёр чемпионатов Европы, бронзовый призёр чемпионата Европы 1964 года в командном зачёте. Выступал в лёгкой (до 68 кг) весовой категории.
Цильке увлёкся дзюдо в начале 1950-х годов и был одним из первых дзюдоистов ГДР. Первым его серьёзным успехом была бронзовая медаль на международной армейской Спартакиаде в 1959 году, которая была первым соревнованием для сборной ГДР по дзюдо. В 1965 году завершил спортивную карьеру. В 1991 году жил в Сайгоне, где работал генеральным консулом.